# Ryan Newman
Ryan Newman (n. 24 aprilie 1998, Manhattan Beach, California, SUA) este o actriță americană, cunoscută cu numele Ginger pentru rolul său din serialul Zeke&Luther. De asemenea a mai apărut și în serialul Hannah Montana cu rolul tinerei Miley Stewart. Din sezonul 3 al serialului Zeke&Luther, ea devine star special invitat.

## Filmografie
- Zoom (2006) - Cindy Collins (Prințesa)
- Monster House (2006) - Eliza (Fata pe tricicleta)
- Hannah Montana (2007) - Tânăra Miley Stewart (2 episoade)
- Lower Learning (2008) - Carlotta
- Zeke & Luther (2009)- prezent Ginger
- Baftă Charlie (2010) - Kit (1 episod)